# Heike Murrweiss
Heike Murrweiss, teils auch: Heike Murrweiß, verheiratete Heike Reinhardt, (geboren am 1. Januar 1968 in Heilbronn) ist eine deutsche Handballspielerin. Sie wurde 1993 mit der deutschen Nationalmannschaft Weltmeisterin.

## Vereinskarriere
Die 1,73 Meter große Spielerin wurde auf den Positionen Rückraum und Linksaußen eingesetzt.
Sie begann mit dem Handball in Weinsberg, weitere Stationen waren die TG Heilbronn, der VfL Neckargartach, der VfL Sindelfingen und Grün-Weiß Frankfurt; ab 1993 war sie in der Bundesliga bei TV Lützellinden aktiv.
Mit dem Team aus Lützellinden gewann sie die Deutsche Meisterschaft 1992/1993 und den Europapokal der Pokalsieger 1992/1993.

## Nationalmannschaft
Sie bestritt zehn Länderspiele für die Juniorinnenauswahl des Deutschen Handballbundes. Im März 1993 wurde sie erstmals in einem Länderspiel der deutschen Nationalmannschaft eingesetzt. Mit dieser gewann sie wenige Monate später die Weltmeisterschaft 1993.
Sie nahm an der Europameisterschaft 1994 teil, bei der das deutsche Team Platz 2 belegte, und auch bei den Olympischen Spielen 1996 stand sie im Aufgebot des Deutschen Handballbundes.
Insgesamt bestritt sie für das deutsche Nationalteam 72 Länderspiele.

## Privates
Heike Murrweiss besuchte das Robert-Mayer-Gymnasium in Heilbronn und legte die mittlere Reife ab. Nach einer Ausbildung zur Bankkauffrau war sie als Angestellte bei der Baden-Württembergischen Bank tätig. Sie lebt mit ihrer Familie in Wetzlar.

## Erfolge
- Weltmeisterin 1993
- 2. Platz bei der Europameisterschaft 1994
- 6. Platz bei den Olympischen Spielen 1996
- Deutsche Meisterin 1993
- Europapokal der Pokalsieger 1993